# Hällsjön (Linde socken, Västmanland)
Hällsjön är en sjö i Lindesbergs kommun i Västmanland och ingår i Norrströms huvudavrinningsområde. Sjön är 21 meter djup, har en yta på 0,152 kvadratkilometer och är belägen 201,1 meter över havet.

## Delavrinningsområde
Hällsjön ingår i det delavrinningsområde (661978-145992) som SMHI kallar för Mynnar i Råsvalen. Medelhöjden är 196 meter över havet och ytan är 53,07 kvadratkilometer. Räknas de 4 avrinningsområdena uppströms in blir den ackumulerade arean 85,52 kvadratkilometer. Hammarskogsån (Gränshytteån) som avvattnar avrinningsområdet har biflödesordning 3, vilket innebär att vattnet flödar genom totalt 3 vattendrag innan det når havet efter 229 kilometer. Avrinningsområdet består mestadels av skog (82 procent). Avrinningsområdet har 2,24 kvadratkilometer vattenytor vilket ger det en sjöprocent på 4,2 procent. Bebyggelsen i området täcker en yta av 1,56 kvadratkilometer eller 3 procent av avrinningsområdet.